# Haarlemmer Houttuinen

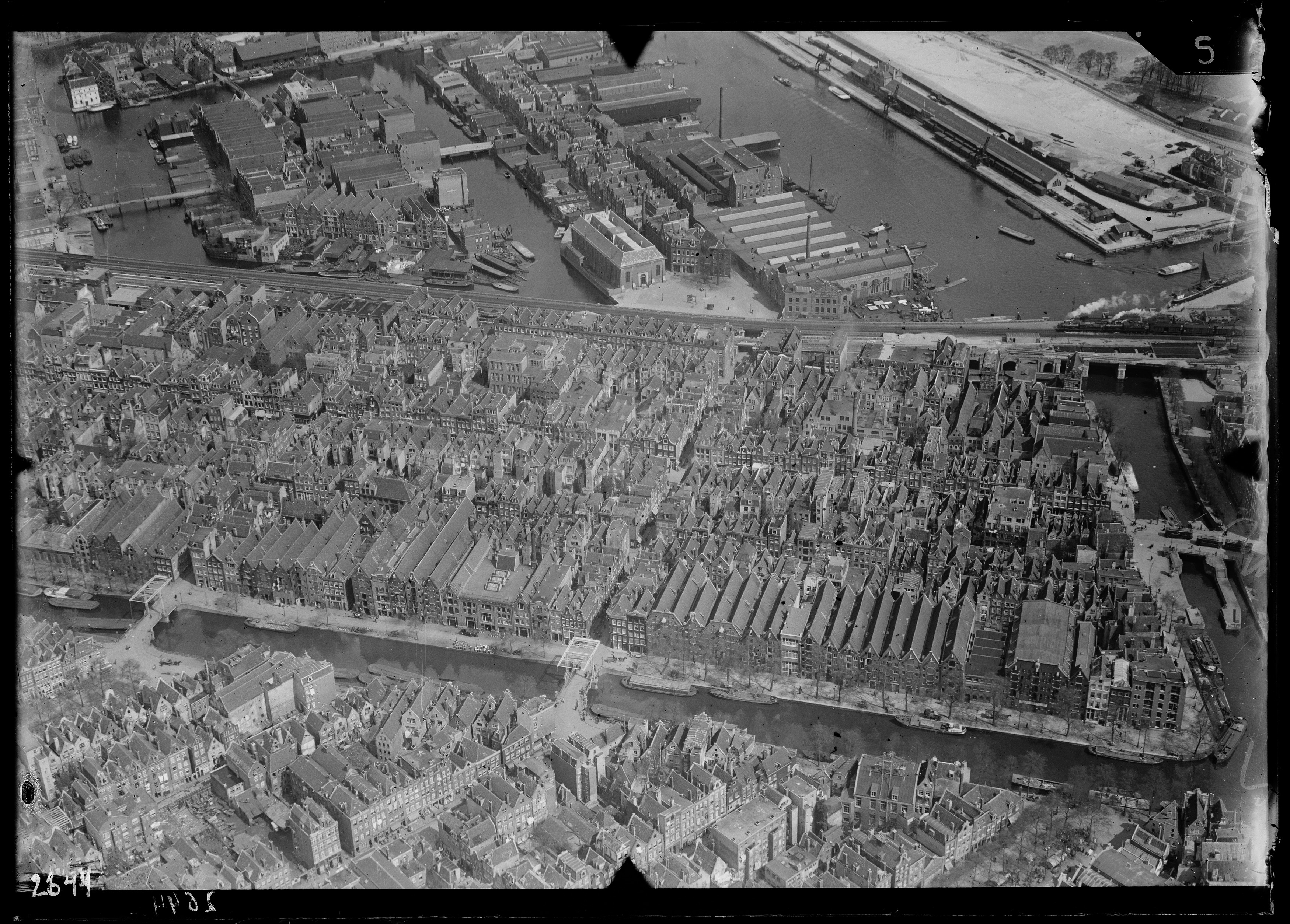
Luchtfoto van de Haarlemmer Houttuinen tussen 1920 en 1940.

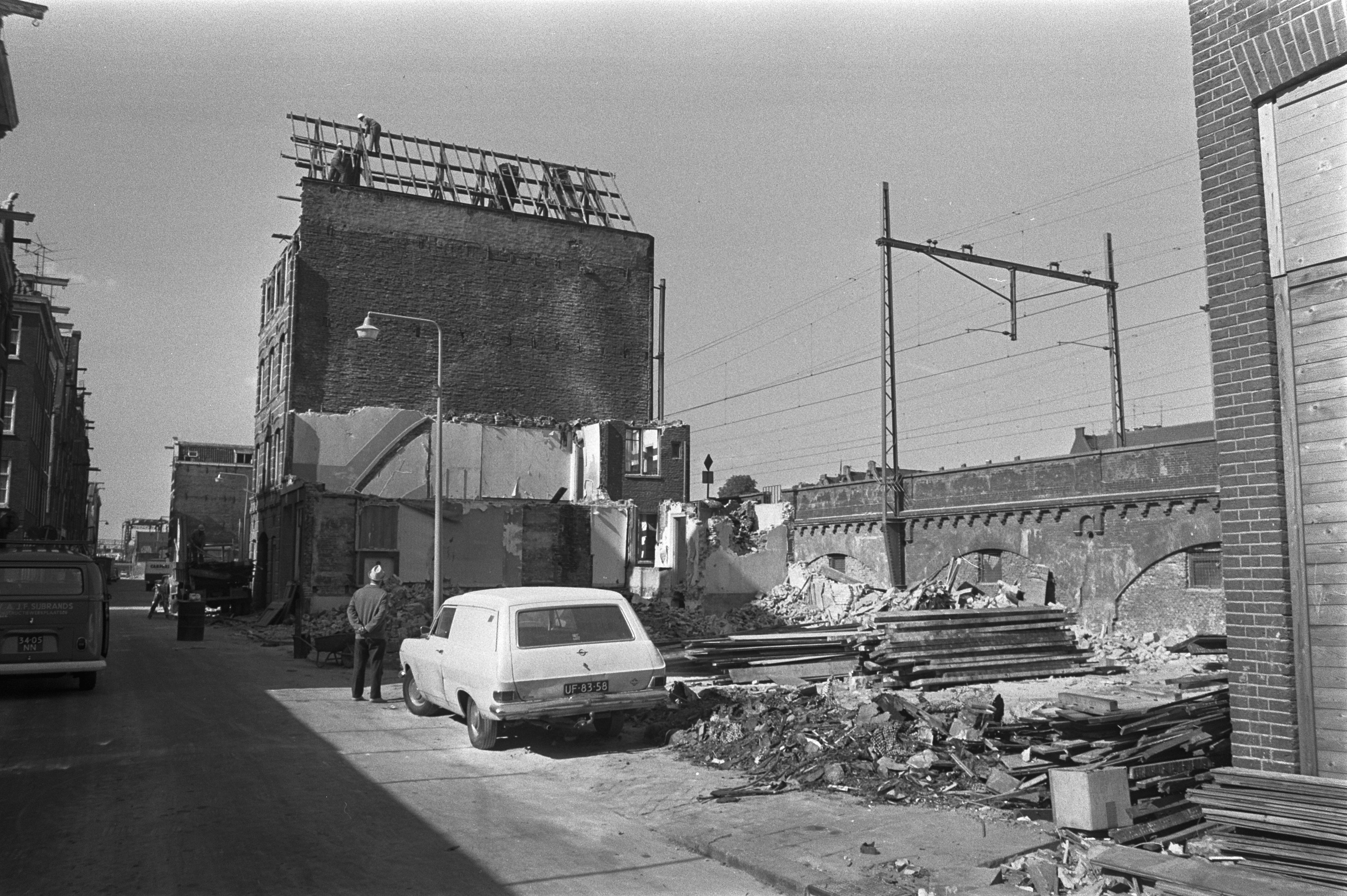
Afbraak van de oude woonbuurt Haarlemmer Houttuinen voor de aanleg van de nieuwe weg; 16 september 1971

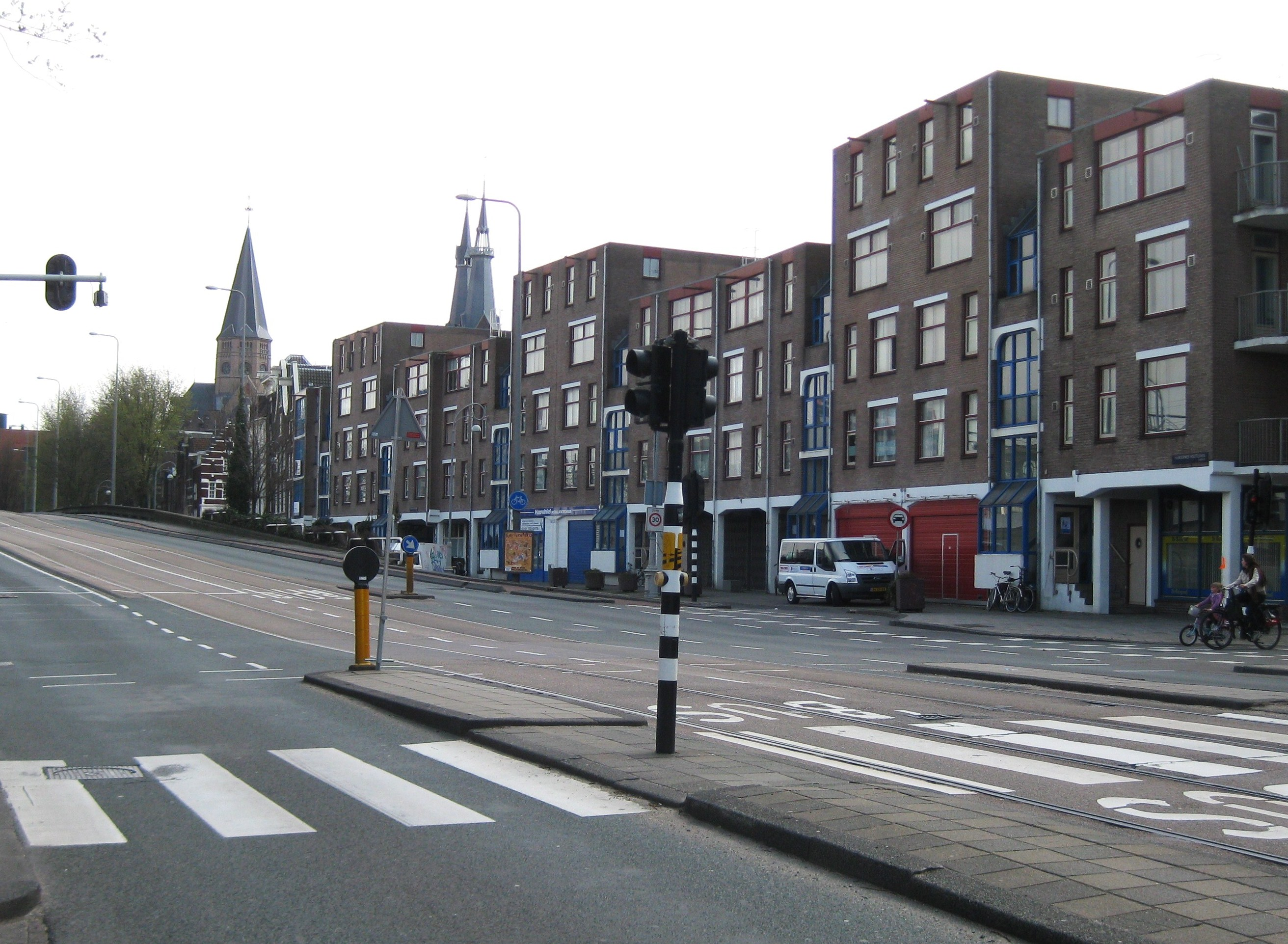
Haarlemmer Houttuinen met de Posthoornkerk.

De Haarlemmer Houttuinen is een voormalige buurt en sinds 1973 de naam van een straat in de Haarlemmerbuurt in Amsterdam-Centrum. De straat is aangelegd na sloop van de oude bebouwing rond 1970 en verbindt het Haarlemmerplein met het Droogbak.

## Houttuinen
Sinds het begin van de aanleg van de Grachtengordel werden vanaf 1613 ten noorden van de Haarlemmerdijk terreinen aangewezen voor houtopslag, zogenaamde houttuinen. Het karakter van een straat ontstond toen de kade in de 19e eeuw werd verbreed en met huizen bebouwd. Met de aanleg van het Westerdok in 1832 werd de kade afgesloten van het open water van het IJ.

## Arbeidersbuurt
Met de aanleg van de spoorlijn tussen de Singelgracht en het (latere) Centraal Station werd hier in 1878 een spoorwegviaduct gebouwd. De strook tussen de spoorlijn en de Haarlemmerdijk werd volgebouwd met arbeiderswoningen. Treinreizigers die vanuit de richting Haarlem de stad Amsterdam binnen reden, kregen als eerste indruk de achterkanten van deze armoedige woningen.

## Wegaanleg
Na bijna een eeuw werd deze buurt vanaf 1969 gesloopt om ruimte te maken voor een nieuwe brede autoweg, met een hoge vaste brug (Brug 95) over de Korte Prinsengracht. De weg was bedoeld als onderdeel van een doorgaande weg vanaf de Haarlemmerweg via Haarlemmerplein – Haarlemmer Houttuinen – Prins Hendrikkade – Sint Antoniesbreestraat - Weesperstraat – Wibautstraat naar de Gooiseweg. Een deel van deze route is ook daadwerkelijk gerealiseerd, maar doordat na protesten de weg door de Nieuwmarktbuurt er uiteindelijk niet is gekomen, is de weg door de Haarlemmer Houttuinen een vreemd element gebleven. Tussen de nieuwe weg en de Haarlemmerdijk werden in de jaren zeventig nieuwe woningen gebouwd naar ontwerp van architect Herman Hertzberger.
Na de aanleg van de nieuwe weg in 1973 verruilde buslijn 12 (opvolger van tramlijn 12, sinds 1975 buslijn 22) op 7 januari 1974 zijn route door de smalle Haarlemmerdijk – Haarlemmerstraat voor de nieuwe ruimere weg en rijdt tegenwoordig nog steeds via deze route.
In 1985 werd in de weg een vrijliggende tram- en busbaan aangelegd, als verbinding tussen het Haarlemmerplein en de Prins Hendrikkade. Sindsdien is de baan in gebruik voor busverkeer. Het tramspoor heeft nooit aansluiting op het tramnet en bovenleiding gekregen en ligt er sindsdien ongebruikt bij.

## Doorgaande fietsroute
In 2018 presenteerde de gemeente Amsterdam een plan om de Haarlemmer Houttuinen onderdeel te maken van een doorgaande fietsroute tussen het Droogbak (Prins Hendrikkade) en het Haarlemmerplein / Westerpark. Deze is bedoeld als ontlasting van de drukke route door de Haarlemmerstraat - Haarlemmerdijk. De ruimte voor het autoverkeer wordt verminderd, daarvoor in de plaats komen er brede fietspaden. De hoge brug over de Korte Prinsengracht wordt gesloopt en vervangen door een lage brug op dezelfde plaats. In het verlengde van de bovengenoemde fietsroute komt er naast de spoorbrug over de Singelgracht aan de zuidzijde een nieuwe lage beweegbare fietsbrug die uitkomt bij de ingang van het Westerpark. Volgens de plannen zou de verbinding in 2023 gereed zijn.